# Cytisus procumbens
Cytisus procumbens là một loài thực vật có hoa trong họ Đậu. Loài này được (Willd.) Spreng. miêu tả khoa học đầu tiên.

## Hình ảnh

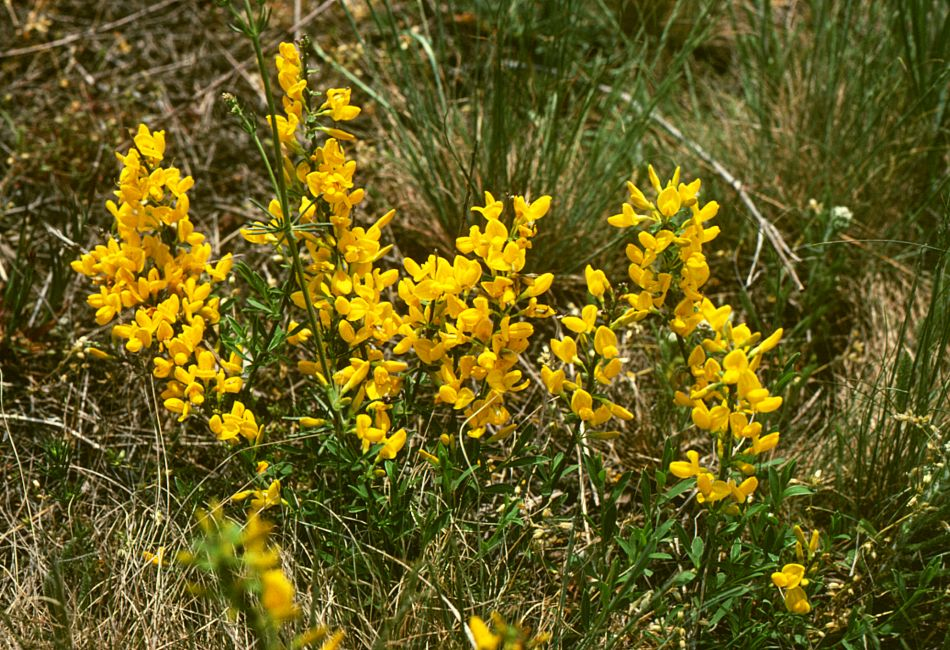
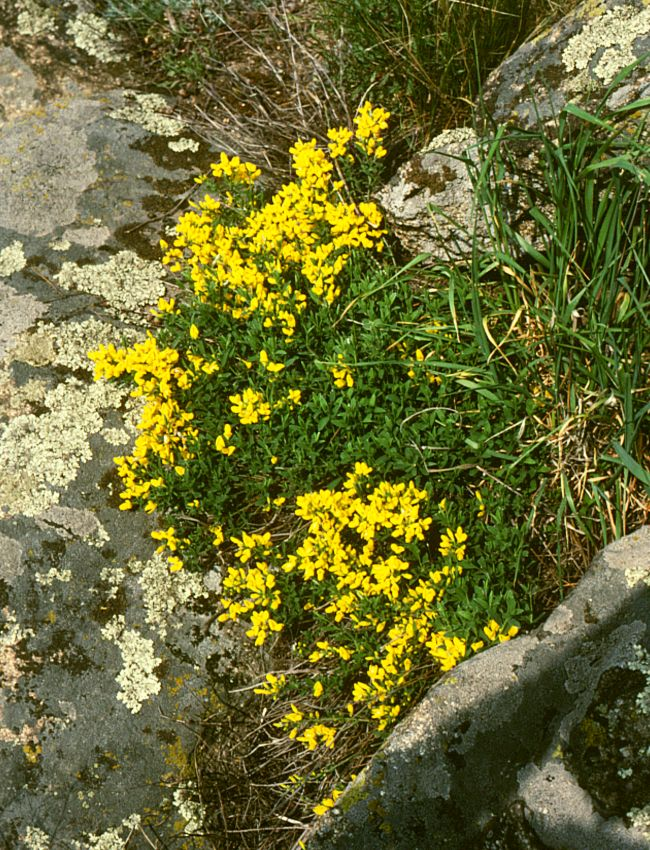